# Championnats d'Europe d'haltérophilie 1972
Navigation
Édition précédente Édition suivante
Les championnats d'Europe d'haltérophilie 1972, cinquante-et-unième édition des championnats d'Europe d'haltérophilie, ont eu lieu en 1972 à Constanța, en Roumanie.